# ラヒム・ウードラオゴ
ラヒム・ウードラオゴ（Rahim Ouédraogo、1980年10月8日 - ）は、ブルキナファソ・ボボ・ディウラッソ出身の元同国代表サッカー選手。ポジションはDF。
姓は「ウエドラオゴ」とも表記される。

## クラブ経歴
ウードラオゴが16歳の時、義兄弟と共にオランダのエンスヘーデに移住した。移住してすぐに地元FCトゥウェンテのアカデミーに加入し、同クラブの寮で生活し始めた。寮暮らしを1年続けた後、トゥウェンテでスカウトの仕事をしていた元サッカー選手のイッシ・テン・ドンケラールと同居するようになった。1999年2月18日、PSVとのリーグ戦でトップチームデビュー。
1999-00シーズンと2000-01シーズンは、スタメンとしてプレーはできなかったが、ローテ要員としての価値を見せ、この2シーズンでリーグ戦に40試合に出場した。2001-02シーズンは経験を積ませるためFCズヴォレにレンタルされた。トゥウェンテに復帰してからの2シーズンはレギュラーとしてプレーしたが、3年目以降は控えに降格。2006-07シーズンの冬にクラブを退団した。その冬、ギリシャのクサンティFCと3年契約を結んだが、半年でクラブを去り、再びオランダに帰国してヘラクレス・アルメロに加入した。
2008年の夏、ヘラクレス・アルメロと契約更新をせず、フリーでFCエメンに移った。2009年2月7日、エールステ・ディヴィジのSCカンブール・レーワルデン戦で移籍後初出場。2009-10シーズンはトルコのマニサスポルに期限付き移籍をした。2010年7月、エメンに復帰すると、同年10月に現役を引退した。

## 代表経歴
1999年からブルキナファソ代表として代表招集に応じ始めた。2000年にはアフリカネイションズカップ2000、2004年にはアフリカネイションズカップ2004に参加した。2007年に代表を引退。

## 人物
2011年、母国ブルキナファソの出身地ボボ・ディウラッソにて福祉事業に取り組んだ。自身が所属したFCエメンの助けを借り、ブルキナファソのワガドゥグーーボボ・ディウラッソ間を結ぶバス路線を始めて設置し、2012年には代表で同僚だったママドゥ・ゾンゴやウスマン・サヌーらと共に「ラヒムFC」を創設した。ウードラオゴはオーナーとしてゾンゴは監督としてラヒムFCに携わっている。

## 個人成績
2009-10シーズン終了時点
| クラブ               | シーズン     | リーグ戦               | リーグ戦 | リーグ戦 |
| クラブ               | シーズン     | ディヴィジョン         | 試合     | 得点     |
| -------------------- | ------------ | ---------------------- | -------- | -------- |
| トゥウェンテ         | 1998-99      | エールディヴィジ       | 4        | 0        |
| トゥウェンテ         | 1999-00      | エールディヴィジ       | 20       | 0        |
| トゥウェンテ         | 2000-01      | エールディヴィジ       | 20       | 0        |
| トゥウェンテ         | 2002-03      | エールディヴィジ       | 27       | 0        |
| トゥウェンテ         | 2003-04      | エールディヴィジ       | 27       | 0        |
| トゥウェンテ         | 2004-05      | エールディヴィジ       | 20       | 0        |
| トゥウェンテ         | 2005-06      | エールディヴィジ       | 22       | 0        |
| トゥウェンテ         | 2006-07      | エールディヴィジ       | 1        | 0        |
| トゥウェンテ         | クラブ通算   | クラブ通算             | 141      | 0        |
| FCズヴォレ           | 2001-02      | エールステ・ディヴィジ | 14       | 1        |
| クサンティFC         | 2006-07      | スーパーリーグ         | 5        | 0        |
| ヘラクレス・アルメロ | 2007-08      | エールディヴィジ       | 19       | 0        |
| FCエメン             | 2008-09      | エールステ・ディヴィジ | 13       | 1        |
| マニサスポル         | 2009-10      | スュペル・リグ         | 5        | 0        |
| FCエメン             | 2009-10      | エールステ・ディヴィジ | 9        | 0        |
| キャリア通算         | キャリア通算 | キャリア通算           | 202      | 2        |

## タイトル
FCトゥウェンテ
- エールステ・ディヴィジ : 1回 (2001-02)
- UEFAインタートトカップ : 1回 (2006)